# Kauslund

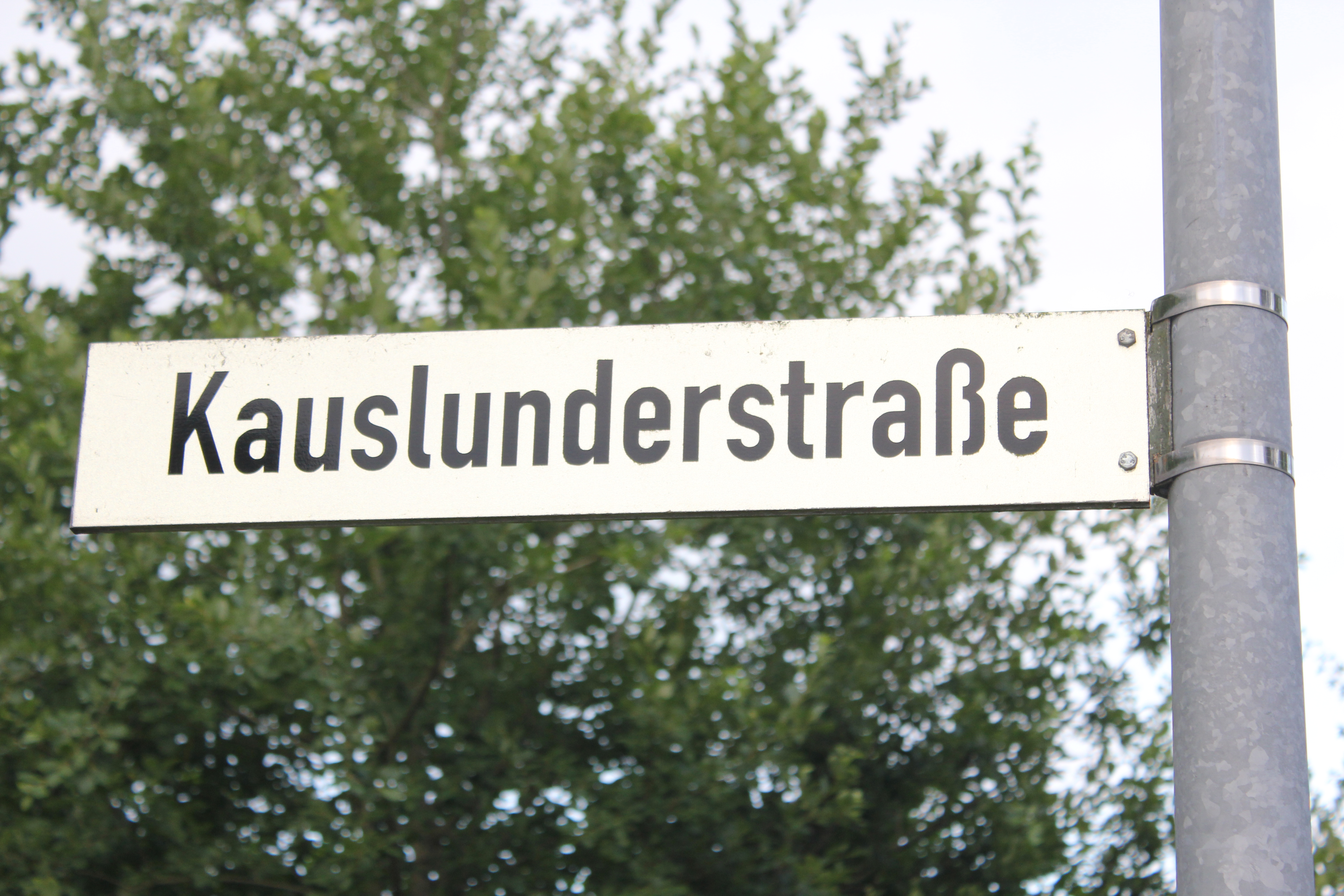
Eines der zwei Straßenschilder der „Kauslunder Straße“, welche auf diesem „Kauslunderstraße“ geschrieben wurde.

Kauslund (dän.: Kavslund) ist der Name einer kleinen Ortschaft, die, als Teil von Twedt, nach Flensburg eingemeindet wurde und heute zum Stadtteil Engelsby gehört. Dort liegt der kleine Ort östlich an der Bundesstraße 199.
Die Straßennamen Kauslunder Straße, Kauslunder Winkel, Kauslundhof und Kauslundlücke helfen heutzutage beim Verorten von Kauslund. Bei Kauslund liegt so auch die Straße Wasserloos, die heute mit Kauslund verwachsen ist. Westlich liegt das benachbarte Sternenviertel.

## Geschichte
Der kleine Ort fand erstmals 1634 Erwähnung. Der Ortsname „Kauslund“ hat die Bedeutung „Buschwald“. Der nächste richtige Wald ist zumindest heutzutage das Weesrieser Gehölz beim nahegelegenen Wees. 1825 lebten 16 Menschen in Kauslund. In den 1880er Jahren entstand die Trasse der Flensburger Kreisbahn, die auch bei Kauslund hielt.
1906 bestand das kleine Dorf aus der Station für die Kreisbahn, einer Gastwirtschaft und drei Katenstellen. 1910 wurde Kauslund als Teil von Twedt eingemeindet. Im selben Jahr erhielt auch die Kauslunder Straße ihren Namen.
Zwischen 1925 und 1934 fuhr auf der Trasse der Kreisbahn auch die Straßenbahn Flensburg. In der Zeit danach fuhr wieder nur die Kreisbahn auf der Strecke. 1953 wurde die Kreisbahn stillgelegt. Die Trasse wurde durch die Bundesstraße 199 überbaut.
Am Anfang der 2000er-Jahre entstanden bei Kauslund eine große Anzahl von Einfamilienhäusern, so auch westlich, südlich und östlich der Straße Wasserloos, womit sich Kauslund stark ausdehnte.
Das um 2002 bebaute Kauslund-Osterfeld besteht aus den Straßen: Ina-Carstensen-Straße, Marie-Rasch-Straße, Greta-Korn-Straße, Anna-Hansen-Straße, Christine-Christiansen-Straße und dem Käte-Petersen-Weg. Zudem führt östlich von Osterfeld der Wanderweg Am Osterfeld von der Kauslunder Straße zum Osterholzer Weg.
Auch ein kleines Gewerbegebiet entstand im Laufe der Zeit. So befindet sich beim heutigen Gewerbegebiet auch einer der Recyclinghöfe der Stadt.